# Listă de filme de animație din anii 1940
Aceasta este o listă de filme de animație din anii 1940.
| Titlu                                                              | Țara                                                           | Regizor | Studio                    | Tehnici de animație     | Note                    |
| 1940                                                               |                                                                | |                           |                         |                         |
| Fantasia                                                           | Statele Unite ale Americii                                     | | Walt Disney Productions   | Traditional/Live action | Package Film            |
| Pinocchio                                                          | Statele Unite ale Americii                                     | - Ben Sharpsteen - Hamilton Luske - Norman Ferguson - T. Hee - Wilfred Jackson - Jack Kinney - Bill Roberts | Walt Disney Productions   | Tradițional             |                         |
| 1941                                                               |                                                                | |                           |                         |                         |
| Dumbo                                                              | Statele Unite ale Americii                                     | Ben Sharpsteen                                                                                              | Walt Disney Productions   | Traditional             |                         |
| Mr. Bug Goes to Town                                               | Statele Unite ale Americii                                     | Dave Fleischer                                                                                              | Fleischer Studios         | Traditional             |                         |
| Princess Iron Fan Tie shan gong zhu                                | Taiwan                                                         | Wan Guchan Wan Laiming                                                                                      |                           | Tradițional             |                         |
| The Reluctant Dragon                                               | Statele Unite ale Americii                                     | Alfred Werker (live action) Hamilton Luske (animation)                                                      | Walt Disney Productions   | Traditional/Live action | Package film/Documentar |
| 1942                                                               |                                                                | |                           |                         |                         |
| Bambi                                                              | Statele Unite ale Americii                                     | David Hand                                                                                                  | Walt Disney Productions   | Tradițional             |                         |
| Saludos Amigos                                                     | Statele Unite ale Americii                                     | Norman Ferguson Wilfred Jackson Jack Kinney Hamilton Luske William Roberts                                  | Walt Disney Productions   | Traditional/Live action | Package film            |
| 1943                                                               |                                                                | |                           |                         |                         |
| Victory Through Air Power                                          | Statele Unite ale Americii                                     | | Walt Disney Productions   | Tradițional             | Documentar              |
| 1944                                                               |                                                                | |                           |                         |                         |
| The Three Caballeros                                               | Statele Unite ale Americii                                     | Norman Ferguson                                                                                             | Walt Disney Productions   | Tradițional/Live action | Package film            |
| 1945                                                               |                                                                | |                           |                         |                         |
| Garbancito de la Mancha                                            | Spania                                                         | Arturo Moreno                                                                                               | Balet y Blay              | Traditional             |                         |
| Handling Ships                                                     | Regatul Unit al Marii Britanii și al Irlandei de Nord          | Alan Crick John Halas                                                                                       |                           | Stop motion             | Instructional film      |
| The Lost Letter Propavshaya gramota                                | Uniunea Republicilor Sovietice Socialiste                      | Lamis Bredis Zinaida Brumberg Valentina Brumberg                                                            | Soyuzmultfilm             | Traditional             |                         |
| Momotaro's Divine Sea Warriors Momotarō Umi no Shinpei             | Japonia                                                        | Mitsuyo Seo                                                                                                 | Shōchiku Dōga Kenkyūjo    | Traditional             |                         |
| 1946                                                               |                                                                | |                           |                         |                         |
| The Tinderbox Fyrtøjet                                             | Danemarca                                                      | Svend Methling                                                                                              | Dansk Farve- og Tegnefilm | Traditional             |                         |
| Make Mine Music                                                    | Statele Unite ale Americii                                     | Jack Kinney Clyde Geronimi Hamilton Luske Joshua Meador Robert Cormack                                      | Walt Disney Productions   | Traditional             | Package Film            |
| Song of the South                                                  | Statele Unite ale Americii                                     | Harve Foster Wilfred Jackson                                                                                | Walt Disney Productions   | Traditional/Live action | Package Film            |
| 1947                                                               |                                                                | |                           |                         |                         |
| The Crab with the Golden Claws Le crabe aux pinces d'or            | Belgia                                                         | Claude Misonne                                                                                              |                           | Stop motion             |                         |
| The Czech Year Spalicek                                            | Cehoslovacia                                                   | Jiří Trnka                                                                                                  |                           | Stop motion             |                         |
| Fun and Fancy Free                                                 | Statele Unite ale Americii                                     | Jack Kinney (animation) Bill Roberts (animation) Hamilton Luske (animation) William Morgan Format:J         | Walt Disney Productions   | Traditional/Live action | Package film            |
| The Humpbacked Horse Konyok-Gorbunok                               | Uniunea Republicilor Sovietice Socialiste                      | Ivan Ivanov-Vano                                                                                            | Soyuzmultfilm             | Traditional             |                         |
| 1948                                                               |                                                                | |                           |                         |                         |
| Alegres vacaciones                                                 | Spania                                                         | José María Blay Guido Leoni Arturo Moreno                                                                   |                           | Traditional             |                         |
| Ali Caliph of Baghdad and Suburbs Alí califfo di Bagdad e dintorni | Italia                                                         | Paolo Campani                                                                                               |                           |                         |                         |
| The Donkey and the Lion's Hair L'Asino e la pelle del leone        | Italia                                                         | Paolo Campani                                                                                               |                           |                         |                         |
| Melody Time                                                        | Statele Unite ale Americii                                     | Jack Kinney Clyde Geronimi Hamilton Luske Wilfred Jackson                                                   | Walt Disney Productions   | Traditional             | Package film            |
| Water for Firefighting                                             | Regatul Unit al Marii Britanii și al Irlandei de Nord          | Alan Crick John Halas                                                                                       |                           | Stop motion             | Instructional film      |
| 1949                                                               |                                                                | |                           |                         |                         |
| The Adventures of Ichabod and Mr. Toad                             | Statele Unite ale Americii                                     | Jack Kinney Clyde Geronimi James Algar                                                                      | Walt Disney Productions   | Traditional             | Package film            |
| Alice in Wonderland                                                | Regatul Unit al Marii Britanii și al Irlandei de Nord · Franța | Dallas Bower                                                                                                |                           | Stop motion/Live action |                         |
| Aventuras de Esparadrapo                                           | Spania                                                         | Ángel de Echenique                                                                                          |                           | Stop motion             |                         |
| I Fratelli Dinamite                                                | Italia                                                         | Nino Pagot                                                                                                  |                           | Traditional             |                         |
| The Emperor's Nightingale Cisaruv slavík                           | Cehoslovacia                                                   | Jiří Trnka Miloš Makovec                                                                                    |                           | Stop motion/Live action |                         |
| The Singing Princess La Rosa di Bagdad                             | Italia                                                         | Anton Gino Domenighini                                                                                      |                           | Traditional             |                         |
| Tobias Knopp - Abenteuer eines Junggesellen                        | Germania de Vest                                               | Gerhard Fieber                                                                                              |                           | Traditional             |                         |